# Pyramica baudueri
Pyramica baudueri är en myrart som först beskrevs av Carlo Emery 1875.  Pyramica baudueri ingår i släktet Pyramica och familjen myror. Inga underarter finns listade i Catalogue of Life.